# Niedersächsisch
Niedersächsisch (in den Niederlanden Nedersaksisch) bezeichnet die „Sächsische Sprache der niederen Lande“ und bildet einen Teil des deutschen bzw. nieder- deutschen Dialektkontinuums im Nordwesten Deutschlands und im Nordosten der Niederlande, deren Mundarten nicht von der zweiten (oder hochdeutschen) Lautverschiebung betroffen wurden.  
Weil es geografisch im westlichen Teil des niederdeutschen Sprachraums liegt, wird es auch als Westniederdeutsch bezeichnet; das Pendant dazu ist dann der östliche Teil des niederdeutschen Sprachraums, das Ostniederdeutsche.
Der zunehmende Bildungsgrad weiter Teile der Bevölkerung im 19. und 20. Jahrhundert und die Verbreitung und Verwendung der Standardsprachen (Hoch-)Deutsch und Niederländisch als Amts-, Unterrichts- und Mediensprache in allen Bevölkerungsschichten bedrohte zunehmend die Dialekte und damit auch das Kontinuum. das heute nur noch teilweise und in unterschiedlichen Stadien des Verfalls erhalten geblieben ist.
Als niederdeutsche Sprache (auch Plattdeutsch genannt, regionale Eigenbezeichnungen Plattdütsch, Plattdütsk, Plattduitsch u. a. oder kurz Platt) werden heute zumeist die  westgermanischen Sprachformen des Niedersächsischen mit Standard(hoch)deutsch als Schrift- und Dachsprache bezeichnet, während das Niedersächsische in den Niederlanden (Nedersaksisch) mit Standard- niederländisch als Schrift- und Dachsprache zumeist als „Ostniederländisch“ bezeichnet wird. Das heutige Niedersächsisch (Sächsisch der niederen Lande), ist aus den westlichen Mundarten des Altsächsischen entstanden. Es gehört wie das Niederfränkische (Fränkisch der niederen Lande) zum historischen niederdeutschen (deutsch der niederen Lande) Dialektkontinuum. 
Sein ursprüngliches Sprachgebiet ist der Nordwesten des heutigen Deutschland und der Nordosten der heutigen Niederlande. Das Ostniederdeutsche mit seinen niederfränkischen Spracheinflüssen wird dem Niedersächsischen zugeordnet. Die Kurzformen Plattdeutsch oder Platt findet man auch beim Niederfränkischen (Sprachkategorie fränkisches Niederdeutsch) und tlw. auch bei den mitteldeutschen Mundarten, etwa dem Nordhessischen, die aber den hochländischen bzw. hochdeutschen Dialekten zuzuordnen sind. 

## Gliederung

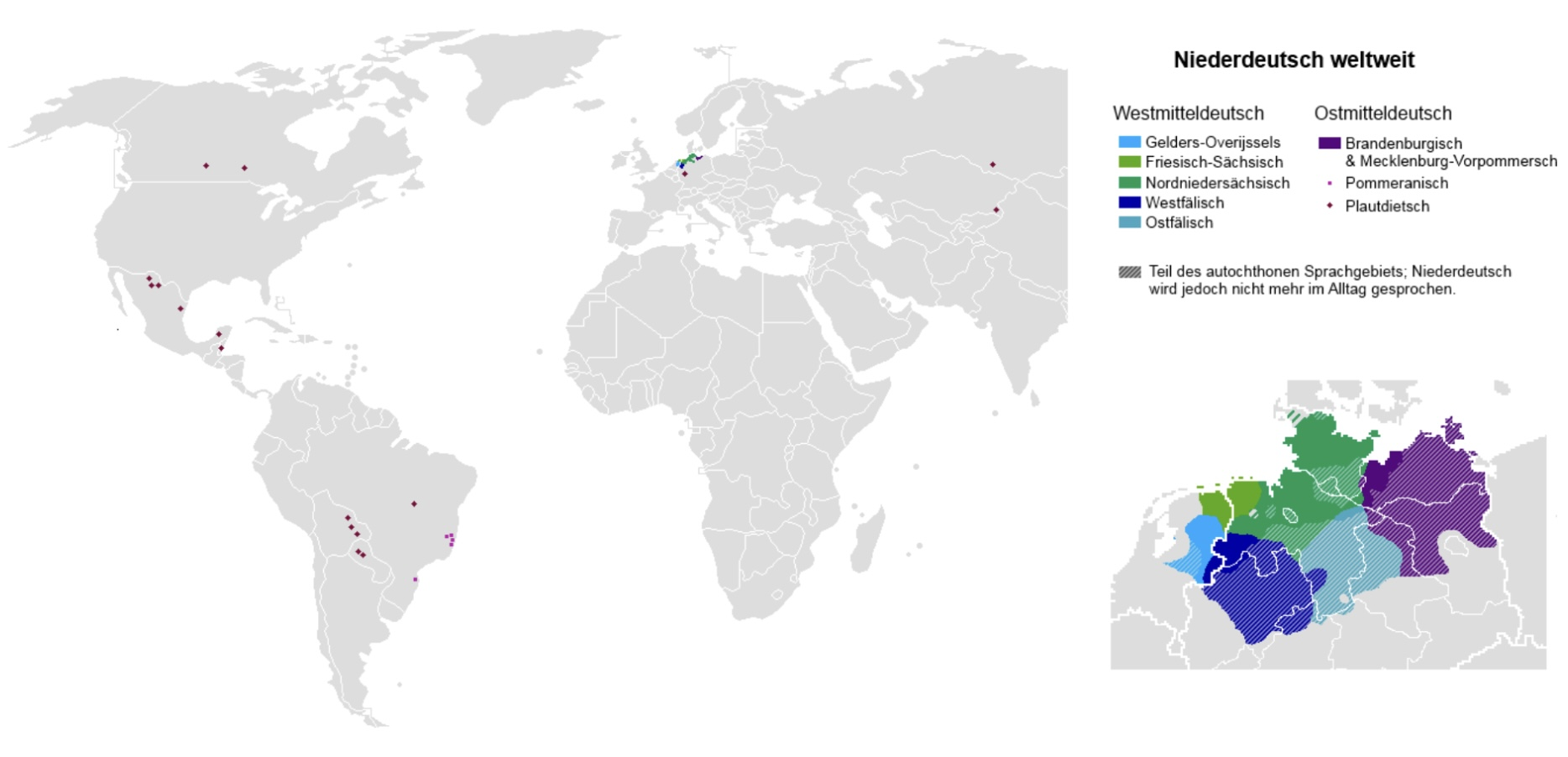
Niedersächsisch in grün, blau und türkis

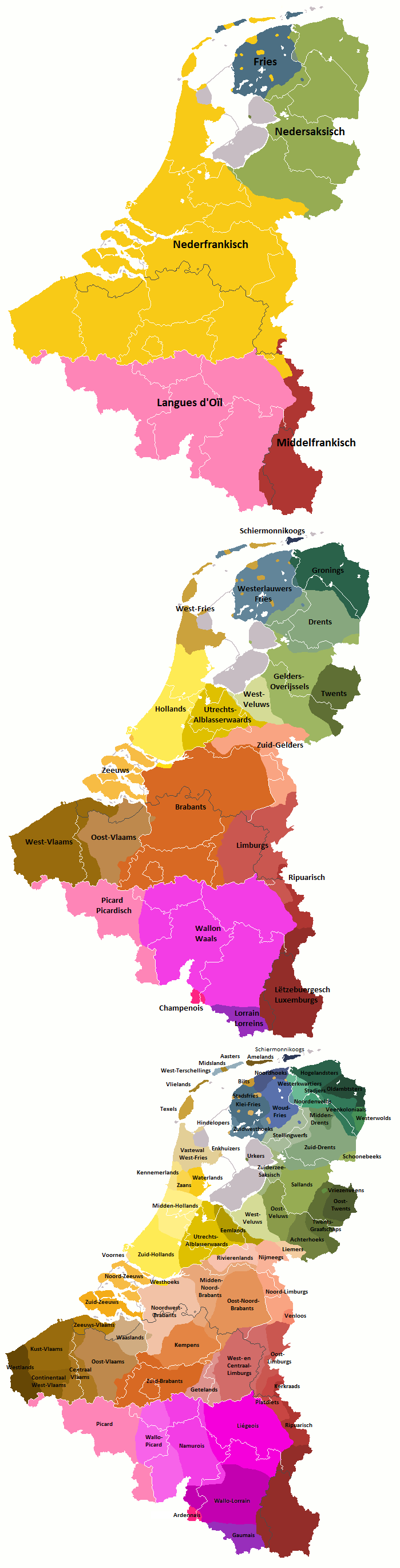
Datei mit feinerer Unterteilung des Nederlands Nedersaksisch

Das Niedersächsische in Deutschland wird in der Regel folgendermaßen gegliedert:
- das Westfälische (Südliches Weser-Ems-Gebiet und Westfalen-Lippe ohne Siegen-Wittgenstein)
- das Ostfälische (östlich der Weser – östliches Niedersachsen und westliches Sachsen-Anhalt)
- das Nordniedersächsische (nördliches Niedersachsen, Hamburg, Bremen und Schleswig-Holstein)

Diese Dialektverbände zerfallen in zahlreiche kleinere Regional- und Ortsdialekte, deren Zuordnung je nach den verwendeten Kriterien unterschiedlich ausfallen kann.
Die niedersächsischen Dialekte in den Niederlanden (Nedersaksisch) können dem Westfälischen und Nordniedersächsischen zugeordnet werden.
Die Dialekte im Süden des Landkreises Emsland in Niedersachsen, das Lingener Platt, werden in der Regel dem Westfälischen Platt zugeordnet. Sie gehören dabei zu der Untergruppe der peripher-westfälischen Dialekte, die sich dadurch auszeichnen, dass die typischen westfälischen Brechungsdiphthonge für eine frühere Zeit angenommen werden, später aber durch Kurzvokale ersetzt wurden, sodass man zum Beispiel better sagt statt westfälisch biäter. Sie werden daher heute als Übergangsdialekte zum Nordniedersächsischen betrachtet wie viele Dialekte in den Ostniederlanden und im nördlichen Osnabrücker Land. Das (eigentliche) Emsländische (in Niedersachsen), das noch in das Nord- und Südemsländische geteilt werden kann, und das Hümmlinger Platt zählen traditionell zum Nordniedersächsischen, allerdings finden sich auch hier Nachwirkungen der westfälischen Vokalbrechung: Viele westfälische steigende Diphthonge tauchen hier als fallende auf, während das (übrige) Nordniedersächsische Monophthonge aufweist. Dies ist auch im Südoldenburgischen und Ostfriesischen der Fall. Kennzeichen aller Dialekte im Emsland sind einige auffällige Konservativismen im Wortschatz, wie Paosken für „Ostern“ oder Saterdag für „Sonnabend“ sowie lexikalische Übernahmen aus dem Niederländischen.

### Beispiel für die Darstellung der Dialektsituation eines Ortes
Die Bevölkerung Adorfs, wie die von Neuringe, spricht zwei unterschiedliche Dialektvarianten. Die evangelisch-reformierte Bevölkerung spricht einen Niederbentheimer Dialekt, während man unter den katholischen Bewohnern Emsländisch hört. Auch wenn Anhänger beider religiösen Bekenntnisse schon lange durcheinander leben, haben sie ihre unterschiedliche Varianten des Plattdeutschen beibehalten.

## Abgrenzung
Innerhalb des deutschen beziehungsweise kontinentalen westgermanischen Dialektkontinuums gibt es keine Sprachgrenzen, sondern nur fließende Übergänge zwischen den Varietäten. Die Sprachwissenschaft grenzt die Gruppen durch bestimmte Isoglossen voneinander ab, die nicht immer unumstritten sind. Auch für das Westniederdeutsche werden solche Isoglossen als Grenzen angenommen.
Im Osten wird das Niedersächsische vom Ostniederdeutschen durch die Isoglosse zwischen dem westlichen Plural Präsens auf -(e)t und dem östlichen auf -e(n) (mak[e]t versus make[n]) getrennt. Diese Isoglosse wird auch meist als Grenze des sächsischen Altlandes zu den Gebieten gesehen, die durch die Deutsche Ostsiedlung auch sprachlich „kolonisiert“ wurden.
Im Süden wird das niedersächsische Sprachgebiet durch die so genannte Benrather Linie von den hochdeutschen Varietäten getrennt, so dass z. B. das Westfälische bis nach Nordhessen und ins Ruhrgebiet hineinreicht.
Im Westen, im Gelderland, grenzt das Niedersächsische (Niederlande) an das Niederfränkische. Hier wird ebenfalls meist eine Isoglosse als Sprachgrenze herangezogen, welche die Verbreitung des niedersächsischen Einheitsplurals auf -(e)t begrenzt. Die Dialekte in den Niederlanden gehören wie die Dialekte in Deutschland zu einem gemeinsamen, Staatsgrenzen überschreitenden Dialektkontinuum. Der Einfluss der beiden Standardsprachen Standardhochdeutsch und Niederländisch auf die Dialekte ist manchmal bei den jeweiligen Dialektsprechern zu hören. Die niedersächsischen Dialekte mit niederländischer Dachsprache werden daher auch als niederländische Dialektgruppe (Ostniederländisch) kategorisiert. Bei dieser synchronen Sichtweise wäre die deutschländisch-niederländische Staatsgrenze bis zum niederfränkischen Sprachgebiet am Niederrhein auch die Westgrenze des Niedersächsischen in Deutschland und die Ostgrenze des Niedersächsischen in den Niederlanden.
Im Norden bildete die Linie Eckernförde–Treene–Eider die historische Grenze zum Dänischen und Nordfriesischen. Seit dem späten Mittelalter verschob sich die Nordgrenze des Niedersächsischen nach Schleswig hinein und verbreitete sich nahezu im gesamten heute zu Deutschland gehörenden Landesteil Südschleswig. Nur in sehr wenigen Gebieten nahe der heutigen Grenze und zum Teil auf Sylt, Föhr und Amrum hat sich das Niedersächsische nicht neben Nordfriesisch und Jütisch/Dänisch etablieren können.

## Probleme der Terminologie
Die in diesem Artikel wiedergegebene Definition umfasst die heute gängigsten Definitionen der hier synonym gebrauchten Begriffe Niedersächsisch und Westniederdeutsch  als westliches Sprachgebiet der niederdeutschen Sprache mit oder ohne Ostniederländisch. Im Laufe der Zeit wurden die Termini Niedersächsisch und Westniederdeutsch jedoch mit sehr unterschiedlichen Definitionen gefüllt, so dass eine entsprechende Aufmerksamkeit im Umgang mit der Forschungsliteratur angebracht ist.
Zu den in Deutschland seit langem publizierten Auffassungen zählen:
- Die niederdeutschen Mundarten zerfallen zunächst in einen niederfränkischen und in einen niedersächsischen Zweig.[7]
- Niederdeutscher Raum:
 Westniederdeutsch: I Niederfränkisch, II Nordsächsisch, III Schleswigisch, IV Holsteinisch, V Westfälisch, VI Ostfälisch;
 Ostniederdeutsch: […][8]
- Der niederdeutsche Sprachraum umfasst die niederfränkischen, westniederdeutschen (Westfälisch, Ostfälisch, Nordniedersächsisch) und ostniederdeutschen Dialekte (Mecklenburgisch, Vorpommersch, Brandenburgisch, Märkisch).[9]

Hans Taubken fasste 1990 die in der Forschungsgeschichte verwendeten Definitionen zusammen. Der Begriff Niedersächsisch steht demnach in verschiedenen Arbeiten für
- die gesamte niederdeutsche Sprache (Ost- und Westniederdeutsch),[11]
- für Westniederdeutsch ohne das niederländische Niedersächsisch,[12]
- für Westniederdeutsch inklusive niederländisches Niedersächsisch,[13]
- für das Nordniedersächsische ohne Ostfriesisch, Schleswigsch und Holsteinisch[14] und
- für die niederdeutschen Dialekte in den Bundesländern Niedersachsen und Bremen.[15]

Der Begriff Westniederdeutsch beinhaltet demnach je nach Zeit und Autor
- das „Altland“ der unverschobenen kontinentalwestgermanischen Mundarten (Niedersächsisch und Niederfränkisch im Gegensatz zum Ostniederdeutschen),[16]
- das Niedersächsische inklusive des niederländischen Niedersächsisch,[17][18]
- das Niedersächsische ohne niederländisches Niedersächsisch[19] und
- die niedersächsischen Dialekte in Deutschland, also ohne das Niedersächsische und Niederfränkische in den Niederlanden, aber inklusive das niederfränkische Niederrheinisch.[20][18]

### Weitere Probleme
Niederdeutsch wird so eingeteilt: 
1 Nordniederdeutsch   a Friesisch, b Schleswigsch, c/d Holsteinisch, e-h Nordniedersächsisch
2 Westniederdeutsch   a Niederfränkisch, b/c Westfälisch, d-h Ostfälisch
3 Ostniederdeutsch    a-c Mecklenburgisch-Vorpommersch, d/e Ostpommersch, f/g Märkisch, h-k Niederpreußisch
Dies wird in Deutschland von vielen Quellen konterkariert, eine exemplarische Darstellung erfolgt bis Ende des Unterabsatzes.
- Neben der deutschen Schriftsprache, zu welcher sich fast nur das Hochdeutsche erhob, leben im Munde des deutschen Volkes noch in reichster Mannichfaltigkeit die vielen Mundarten fort. […] B Niederdeutsch: a) Niederrheinisch, b) Westfälisch, c) Niedersächsisch oder plattdeutsch in den verschiedensten Abarten in Hannover, Oldenburg, Braunschweig, Schleswig-Holstein, Mecklenburg bis nach Pommern, d) Märkisch und Zwickauerisch in Brandenburg, e) Friesisch in zerstreuten Resten an den Ufern der Nordsee, f) Niederländisch, in Holland und einem Theile Belgiens, das sich durch die Trennung vom deutschen Reiche zu einer besonderen Schriftsprache ausgebildet hat.[22]
- Das Niederdeutsche wird gemeinhin in zwei Mundartgruppen unterteilt: das Westniederdeutsche und das Ostniederdeutsche […].
 Das Westniederdeutsche zerfällt in Niederfränkisch und Niedersächsisch […].[23]

Der Landschaftsverband Westfalen-Lippe gliedert die Mundarten in Westfalen wie folgt:
- Niederdeutsche Mundarten in Westfalen
  - Westmünsterländisch
  - Münsterländisch
  - Ostwestfälisch
  - Südwestfälisch
  - Nordniedersächsisch (Teilbereiche im Mindener Land)
  - Ostfälisch (in östlichen Teilbereichen des Weserberglandes)
- Mitteldeutsche Mundarten in Westfalen
  - Siegerländisch-Wittgensteinisch